# امپوریا (مرکز خرید)
امپوریا (انگلیسی: Emporia) یک مرکز خرید و یکی از بزرگترین مراکز خرید در اسکاندیناوی می‌باشد. این مرکز خرید در شهر مالمو در سوئد واقع شده‌است. امپوریا در ۲۵ اکتبر ۲۰۱۲ افتتاح شد و کل هزینه ساخت‌وساز آن حدود ۲ میلیارد کرون سوئد بود.